# Ryszard Kaczyński
Ryszard Kaczyński (Wejherowo; 25 de Dezembro de 1954 — ) é um político da Polónia. Ele foi eleito para a Sejm em 25 de Setembro de 2005 com 7750 votos em 26 no distrito de Gdynia, candidato pelas listas do partido Prawo i Sprawiedliwość.